# あそか病院
社会福祉法人あそか会 あそか病院（しゃかいふくしほうじんあそかかい あそかびょういん）は、東京都江東区住吉にある医療機関。社会福祉法人あそか会が運営する病院である。日本の民間医療グループの伯鳳会グループに所属している。

## 由来
あそかとは無憂華と書き、仏教三大聖樹の一である無憂樹（サンスクリット語でアソカ）のことを指す。会の名は創始者・九条武子(大谷光尊の次女)の歌集『無憂華』（1927年出版）にちなんで武子の歌の師である佐佐木信綱が命名した。

## 沿革
関東大震災において西本願寺が日比谷と上野に救護所を設置し、宗主・大谷光尊の次女・九条武子を中心として医療活動を行った。武子は詩集『無憂華』の印税を病院建設のために提供。翌年に武子は病没したが、義姉の大谷紝子が遺志を引き継ぎ、あそか会を設立した。
1930年11月に病院が開設、翌年4月に開院式が行われた。用地は同潤会から深川区猿江裏町168番地（現在地）の200坪を借り受け、建物は震災の教訓から鉄筋コンクリート3階建とした。病床数は34床、診療科は内科・外科・小児科・産婦人科・耳鼻科・眼科・歯科。診療は有料診療と無料診療の二本立てで、生活保護法の制定までは自治体発行の施療券を持参したものに無料診療を行っていた。貧困層への医療提供という歴史は現在も生活保護法指定医療機関・無料低額診療事業実施医療機関として引き継がれている。
2015年7月に、同病院の母体である社会福祉法人あそか会の元常務理事荻原勝による20億円にのぼる巨額の公金横領が発覚し、元理事長の近衛正子（大谷光明・紝子次女、近衛文隆未亡人）を含む理事9名が解任された。同月に伯鳳会グループ入りし、古城資久が理事長に就任した。

## 年表
- 1930年11月5日 - あそか病院開設
- 1935年8月13日 - あそか会、財団法人となる
- 1945年3月10日 - 東京大空襲で病院の大半を焼失。患者の被害はなかったが、職員5名が死亡
- 1952年5月28日 - あそか会、社会福祉法人として認可
- 1967年10月6日 - 総合病院の承認
- 1971年9月8日 - 結核病床廃止、一般病床に転換
- 2015年 - 伯鳳会グループ入り

## 診療科
- 内科
- 外科
- 脳神経外科
- 整形外科
- 眼科
- 皮膚科
- 耳鼻咽喉科
- 泌尿器科
- 婦人科
- 放射線科
- リハビリテーション科
- 歯科

- 小児科（1999年、患者数の減少などを理由に廃止[7]。）

## 医療機関の指定等
- 保険医療機関
- 救急告示医療機関
- 労災保険指定医療機関
- 生活保護法指定医療機関
- 医療保護施設
- 原子爆弾被害者医療指定医療機関
- 原子爆弾被害者一般疾病医療取扱医療機関
- 公害医療機関
- 無料低額診療事業実施医療機関
- 東京都災害拠点連携病院

## 交通アクセス
- 東京メトロ半蔵門線・都営地下鉄新宿線住吉駅下車、A2出口より徒歩約5分。
- 総武線・東京メトロ半蔵門線錦糸町駅下車、南口より徒歩9分。
- 錦糸町駅南口ほかより都営バス錦13系統・錦11系統・東20系統で住吉駅一丁目下車、徒歩約3分。